# حرب أذن جينكنز
كانت حرب أذن جينكنز صراعًا بين بريطانيا وإسبانيا استمر من عام 1739 وحتى عام 1748، اندلع بشكل رئيسي في غرناطة الجديدة وبين جزر الهند الغربية في البحر الكاريبي، وانتهت العمليات الرئيسية إلى حد كبير بحلول عام 1742. يشير اسمها، الذي صاغه المؤرخ البريطاني توماس كارليل عام 1858، إلى روبرت جينكنز، وهو قبطان سفينة تجارية بريطانية قُطعت أذنه عندما صعد البحارة الإسبان إلى سفينته وقت السلم. لا يوجد دليل يدعم القصص التي تقول إن الأذن المقطوعة عُرضت أمام البرلمان البريطاني.
بدأت بذور النزاع عند إصابة جينكنز بعد صعود حرس السواحل الإسباني سفينته عام 1731، أي قبل 8 سنوات من بدء الحرب. كانت الاستجابة الشعبية للحادثة فاترة حتى بعد عدة سنوات منها، في الوقت الذي لعب سياسيون معارضون، بالإضافة إلى شركة البحر الجنوبي، على وترها آملين أن يثيروا غضبًا ضد إسبانيا، معتقدين أن الانتصار في الحرب سيحسن فرص بريطانيا التجارية في منطقة البحر الكاريبي. بالإضافة إلى ذلك، أراد البريطانيون الاستمرار في الضغط على إسبانيا للوفاء بعقد أسينتو المربح (وهو ترخيص أصدره التاج الإسباني، وحصلت مجموع من التجار من خلاله على احتكار للطرق التجارية والإنتاج)، والذي أعطى تجار الرقيق البريطانيين الإذن ببيع العبيد في أمريكا الإسبانية. يشير الإسبان إلى أسينتو باعتباره اسمًا لهذه الحرب من منظورهم.
أسفرت الهجمات البريطانية على الممتلكات الإسبانية في أمريكا الوسطى عن خسائر كبيرة، وكانت هذه الخسائر نتيجة المرض في المقام الأول. اندرجت الحرب، بعد عام 1742، ضمن حرب الخلافة النمساوية الأكثر اتساعًا، والتي شارك فيها معظم القوى الأوروبية. حلّ السلام مع توقيع معاهدة إكس لا شابيل في عام 1748.

## خلفية
يعود سبب الحرب بشكل تقليدي إلى النزاع بين بريطانيا وإسبانيا حول الوصول إلى الأسواق في أمريكا الإسبانية. يقول مؤرخون مثل وودفاين وأندرسون إنها كانت واحدة من العديد من القضايا، من ضمنها التوترات مع فرنسا والتوسع البريطاني في أمريكا الشمالية. اقترحوا أن العامل الحاسم في تحويل النزاع التجاري إلى حرب هو الحملة السياسية المحلية لعزل روبرت والبول، رئيس الوزراء البريطاني الذي حكم لفترة طويلة.
اعتبرت نظرية الاتجارية، وهي نظرية اقتصادية في القرن الثامن عشر، التجارةَ موردًا محدودًا؛ إن زاد نصيب بلد ما من التجارة، سيكون على حساب البلدان الأخرى، وكثيرًا ما كانت الحروب تدور حول قضايا تجارية. أتاحت معاهدة أوترخت لعام 1713 للتجار البريطانيين الوصول إلى الأسواق في أمريكا الإسبانية، بما في ذلك سوق أسينتو دي نيغروس، الذي يحتكر تزويد 5000 عبد سنويًا كمؤن. كان أحد الأسواق الأخرى هو نافيو دي بريميسو، الذي سمح لسفينتين في السنة ببيع 500 طن من البضائع في كل من بورتوبيلو وفيراكوز. خُصصت هذه الحقوق لشركة البحر الجنوبي، التي تملكها الحكومة البريطانية عام 1720.
مع ذلك، كانت التجارة بين بريطانيا والبر الرئيسي الإسباني أكثر أهمية بكثير. جرى استيراد البضائع البريطانية عبر قادس، والتي كانت إما للبيع محليًا، أو لإعادة التصدير إلى المستعمرات الإسبانية، بالإضافة إلى بيع الصباغ والصوف الإسباني إلى إنكلترا. قال أحد التجار البارزين في مدينة لندن إن التجارة هي «أفضل زهرة في حديقتنا». كانت أسينتو نفسها مربحة بشكل هامشي، ووُصفت بأنها «وهم تجاري»؛ أُرسلت 8 سفن فقط من بريطانيا إلى الأمريكيتين بين عامي 1717 و1733. جنى المالكون السابقون أموالًا من خلال تحميل بضائع مهربة من الرسوم الجمركية، وطلبوا من المستعمرين الإسبان إنشاء سوق سوداء كبيرة ومربحة.
كان قبول التجارة واسع الانتشار بشكل لا يمكن إيقافه، واستخدمتها السلطات الإسبانية كأداة للسياسة. سُمح للسفن الفرنسية التي تحمل البضائع المهربة بالمرور خلال الحرب الإنكليزية الإسبانية التي استمرت من عام 1727، وحتى عام 1729، في حين أُوقفت السفن البريطانية وفُرضت قيود شديدة على التجار البريطانيين في قادس. انقلب ذلك خلال حرب الخلافة البولندية في الفترة من عام 1733 وحتى 1735، عندما دعمت بريطانيا عمليات الاستحواذ الإسبانية في إيطاليا.
سمحت معاهدة إشبيلية لعام 1729 للإسبانيين بالصعود إلى السفن البريطانية التجارية المتجهة إلى الأمريكيتين. في عام 1731، ادعى روبرت جينكنز أن أذنه قد بُترت من قِبل ضباط خفر السواحل بعد اكتشافهم بضاعة مهربة على متن سفينته ريبيكا. كانت مثل تلك الحوادث تُصوّر على أنها تكلفة ممارسة الأعمال التجارية، وقد نُسيت بعد تخفيف القيود عام 1732. على الرغم من أن جينكنز الذي قُطعت أذنه قد ظهر في مجلس العموم، وأن الحرب قد أُعلن عنها عام 1739، لكن الأسطورة التي تفيد بأن أذنه المقطوعة قد عُرضت على مجلس العموم لا أساس لها في الواقع.